# 茴魚
茴魚，為茴鱼属的一種，為溫帶淡水魚，分布於歐洲俄羅斯烏拉山至英國淡水、半鹹水流域，體長可達60公分，棲息在水質清澈、溶氧量高的溪流底中層水域，成群活動，以昆蟲、甲殼類極軟體動物為食，可做為食用魚、養殖魚及觀賞魚。

## 擴展閱讀
維基物種上的相關：茴魚